# Mādhavan di Sangamagrama
Mādhavan (in malayalam മാധവന്) di Sangamagrama o Sangamagramma (Sangamagrama, 1350 – 1425) è stato un matematico e astronomo indiano, uno dei più grandi del Medioevo, in particolare per essere stato il primo a far uso degli sviluppi in serie.

## Biografia
Poco si sa di lui. Visse tra gli anni 1340 e 1425 vicino a Cochin, l'odierna Kochi, una città del sud dell'India. Fu il fondatore della Scuola matematica del Kerala ed è considerato da vari studiosi il padre fondatore dell'analisi matematica perché compì il passo decisivo che permise di passare dalle procedure finite dei matematici antichi a quelle infinite attraverso il concetto di passaggio al limite, nucleo della moderna analisi classica. 
Mādhavan diede importanti contributi alle teorie sul calcolo infinitesimale, alla trigonometria, alla geometria e all'algebra. La maggior parte dei lavori di matematica di Mādhavan sono andati perduti nel corso del tempo, perché scritti principalmente su supporti deperibili; solo qualche suo testo di astronomia è sopravvissuto. I dettagli dei suoi lavori apparvero in molte opere scritte dai suoi successori, in particolare da Nilakantha Somayaji e Jyesthadeva, due studiosi della scuola di Kerala. Un'opera importante è, ad esempio, Karana Paddhati, scritta circa tra il 1375 e 1475: si pensava di disporre dell'opera originale Mādhavan, ma si scoprì che era stata scritta dai suoi successori.
Nilkantha attribuì la serie del seno a Mādhavan e non si sa se Mādhavan ne scoprì altre, o se esse furono scoperte più tardi dagli altri studiosi della scuola di Kerala. Le principali scoperte attribuite a Mādhavan sono:
- Serie di Taylor per il seno e per il coseno.
- Serie infinite come sviluppi di funzioni.
- Serie di potenze; in particolare la serie di potenze che fornisce π (successivamente riscoperta da Leibniz).
- Serie di Maclaurin.
- Serie trigonometriche.
- Soluzioni di equazioni trascendenti con procedimenti di iterazione.
- Approssimazione di numeri trascendenti attraverso frazioni continue.

### Altri contributi
Nello specifico Mādhavan fu inoltre responsabile di molte altre scoperte significative e originali:
- La serie intera.
- Approssimazioni razionali della serie infinita.
- Serie di Taylor delle funzioni di coseno e di seno (serie intera di Mādhavan-Newton).
- Serie di Taylor della funzione tangente.
- Serie di Taylor della funzione arcotangente.  (serie di Mādhavan-Gregory).
- Approssimazioni di secondo ordine di serie di Taylor delle funzioni di coseno e di seno.
- Approssimazione del terzo ordine della serie di Taylor della funzione seno.
- Serie intera di π (attribuito solitamente a Leibniz).
- Serie intera di π/4 (serie di Eulero).
- Serie intera del raggio.
- Serie intera del diametro.
- Serie intera della circonferenza.
- Serie intera del θ di angolo (equivalente alla serie del Gregory).
- Frazioni continue infinite.
- Integrazione.
- La soluzione delle equazioni trascendentali tramite iterazione.
- Approssimazione dei numeri trascendenti attraverso frazioni continue.
- Prove di convergenza della serie infinita.
- Ha computato correttamente il valore di π a 11 cifre decimali, il valore più esatto di π dopo quasi mille anni.
- Tabelle di coseno e di seno a 9 posti decimali di esattezza, che rimasero le più esatte fino al diciassettesimo secolo.

## Serie del seno
I testi originali dei suoi scritti di matematica sono andati perduti perché scritti su supporti facilmente deperibili come foglie di palma, le sue scoperte ci sono giunte tramite commentari ai suoi lavori scritti in epoca successiva come Mahajyanayana prakara, che significa Metodo per calcolare la grandezza dei seni,  e  Yukti-Bhasa scritta da Jyesthadeva in malayalam, la lingua regionale di Kerala, attorno al 1550. Queste opere vengono riprese nel diciannovesimo secolo da alcuni scrittori come Sarma che scrisse "A History of the Kerala School of Hindu Astronomy (Hoshiarpur, 1972)" e Gupta che fece una traduzione del testo di Jyesthadeva nel suo scritto "The Madhava-Gregory series" Math. Education 7 (1973)”.
Mādhavan scoprì le serie equivalenti a quelle di Mac Laurin per lo sviluppo di seno, coseno e arcotangente attorno al 1400, più di 200 anni prima che i matematici la scoprissero in Europa. Jyesthadeva descrisse le serie di Mādhavan come segue: 
Il primo termine è il prodotto del seno dato e del raggio dell'arco desiderato diviso dal coseno dell'arco.
I successivi termini sono ottenuti da un processo di iterazione quando il primo termine è ripetutamente moltiplicato dalla radice quadrata del seno e diviso dalla radice quadrata del coseno.
Tutti i termini sono allora divisi dai numeri dispari 1,3,5. L'arco è ottenuto aggiungendo o sottraendo rispettivamente i termini del grado dispari di quelli del grado pari. È  stabilito che il seno dell'arco o ciò che è il suo complemento qualsiasi è il più piccolo dovrebbe essere preso come il seno dato. Comunque i termini ottenuti dalla sopra iterazione non tenderanno alla grandezza che scompare.
Questo è il passaggio notevole che descrive le serie di Madahava, ma anche questo passaggio di Jyesthadeva è stato scritto più di 100 anni prima che James Gregory riscoprisse questo sviluppo delle serie. Ciò che Mādhavan scrisse sulle serie equivale, in notazione moderna, a quanto segue. Il significato di seno di {\displaystyle \theta } è scritta nella nostra notazione come r sin {\displaystyle \theta } e il coseno di {\displaystyle \theta } come r cos {\displaystyle \theta }, dove r è il raggio.

{\displaystyle r\theta ={\frac {r\ \sin \theta }{\cos \theta }}-(1/3)\,r\,{\frac {\left(\sin \theta \right)^{3}}{\left(\cos \theta \right)^{3}}}+(1/5)\,r\,{\frac {\left(\sin \theta \right)^{5}}{\left(\cos \theta \right)^{5}}}-(1/7)\,r\,{\frac {\left(\sin \theta \right)^{7}}{\left(\cos \theta \right)^{7}}}+...}
con passaggi ulteriori si divide per r e si pone {\displaystyle \tan \theta =\sin \theta /\cos \theta }
{\displaystyle \theta =\tan \theta -(1/3)\tan ^{3}\theta +(1/5)\tan ^{5}\theta -\ldots }
Questa serie è ottenuta dallo sviluppo della serie di potenze della funzione arcotangente. Questa equivale alla serie di Gregory. 
Usando un'approssimazione razionale di questa serie egli trovò i valori del numero π 
Segue un metodo per ottenere rapidamente la convergenza della serie trasformando l'originale serie infinita di {\displaystyle \pi .}
Mādhavan pose {\displaystyle \theta } = π/4 in questa serie ottenendo:.
 
 
π/4 = 1 - 1/3 + 1/5 - ... 
 

e poi inserisce anche {\displaystyle \theta } = π/6 per ottenere: 
 

{\displaystyle \pi ={\sqrt {12}}\left(1-{1 \over 3\cdot 3}+{1 \over 5\cdot 3^{2}}-{1 \over 7\cdot 3^{3}}+\cdots \right)} 

Noi sappiamo che Mādhavan ottenne un'approssimazione per π corretta fino alla undicesima cifra decimale : 
2 827 433 388 233 / 900 000 000 000 = 3,14159265359
Un'approssimazione migliore può essere ottenuta dall'ultima serie di Mādhavan scritta sopra prendendo i primi 21 termini.